# Una chitarra ed un'armonica/Un uomo intelligente
Una chitarra ed un'armonica/Un uomo intelligente è un singolo di Nada pubblicato dalla RCA Italiana nel 1972.
Il lato A del disco ha partecipato a Un disco per l'estate 1972.
Il lato B del disco è una cover di Gabriella Ferri.

## Tracce
Lato A
- Una chitarra ed un'armonica – 3:53

Lato B
- Un uomo intelligente – 3:18